# Нахк, Константин
Константин Нахк (эст. Konstantin Nahk; при рождении — Константин Владимирович Колбасенко; 10 февраля 1975, Таллин) — эстонский футболист, полузащитник.

## Биография
Воспитанник таллинского СК «Копли».
Начал выступать на взрослом уровне в 16-летнем возрасте в составе клуба «Транс» (Нарва) в первенстве Эстонской ССР. В 1992 году дебютировал в независимом чемпионате Эстонии в составе таллинского клуба «Вигри», переименованного вскоре в «Тевалте». В конце сезона 1993/94 «Тевалте» был дисквалифицирован за подкуп соперников, после этого футболист провёл половину сезона в клубе «Арсенал» (Таллин) в одном из низших дивизионов.
В ходе сезона 1994/95 перешёл в «Таллинна Садам» и стал основным игроком команды, в этом же клубе работал тренером его отец. В сезоне 1997/98 и в осеннем сезоне 1998 года футболист становился лучшим бомбардиром чемпионата.
В 1999 году перешёл в «Левадию», которая представляла в то время таллинский пригород Маарду. Проведя в команде два сезона, игрок перешёл в белорусский «Торпедо-МАЗ», но не стал игроком основного состава, сыграв только пять матчей за главную команду в высшей лиге Белоруссии и 10 матчей за дубль. В 2002 году выступал в Эстонии за «Левадию» и «Тулевик», затем снова уехал за границу — в финский «Йокерит», сыграл 22 матча в чемпионате Финляндии. По окончании сезона 2003 года «Йокерит» был расформирован, и Нахк вернулся в Эстонию.
С 2004 года в течение восьми сезонов выступал за «Левадию». Неоднократно становился чемпионом и призёром чемпионата. В 2009 году был признан лучшим игроком чемпионата. В конце карьеры провёл два сезона в составе «Инфонета».
Всего в чемпионатах Эстонии сыграл 481 матч и забил 153 гола. По состоянию на 2017 год входит в десятку лидеров за всю историю по обоим показателям (четвёртое место по числу матчей и седьмое — по числу голов). Забил 55 голов с пенальти, что является рекордом чемпионатов Эстонии.

## Личная жизнь
Отец, Владимир Колбасенко (род. 1939) — футболист (выступал за команды первенства Эстонской ССР) и футбольный тренер.
В конце 1990-х годов Константин Колбасенко поменял фамилию на эстонскую — Нахк.
Окончил Санкт-Петербургский государственный институт физической культуры (1998).

## Достижения
- Чемпион Эстонии (7): 1999, 2000, 2004, 2006, 2007, 2008, 2009
- Обладатель Кубка Эстонии (7): 1996, 1997, 2000, 2004, 2005, 2007, 2010
- Обладатель Суперкубка Эстонии (4): 1996, 1999, 2000, 2010
- Лучший бомбардир чемпионата Эстонии (2): 1997/98 (18 голов), 1998 (13 голов)
- Лучший игрок чемпионата Эстонии (1): 2009